# 臺灣菸酒公司
臺灣菸酒股份有限公司（簡稱臺灣菸酒、臺酒；英語：Taiwan Tobacco & Liquor Corporation 、簡稱TTL），是臺灣一家以生產、銷售菸草與酒類為主的公司，為中華民國財政部全資持股的公營事業，總部位於臺北市中正區。其歷史可追溯至日治時代1901年創立的臺灣總督府專賣局，在戰後改為臺灣省專賣局、臺灣省菸酒公賣局，並在2002年公司化後改制至今。
另外，金門酒廠及馬祖酒廠各為隸屬當地地方政府之公司，並不隸屬台灣菸酒公司。

## 沿革

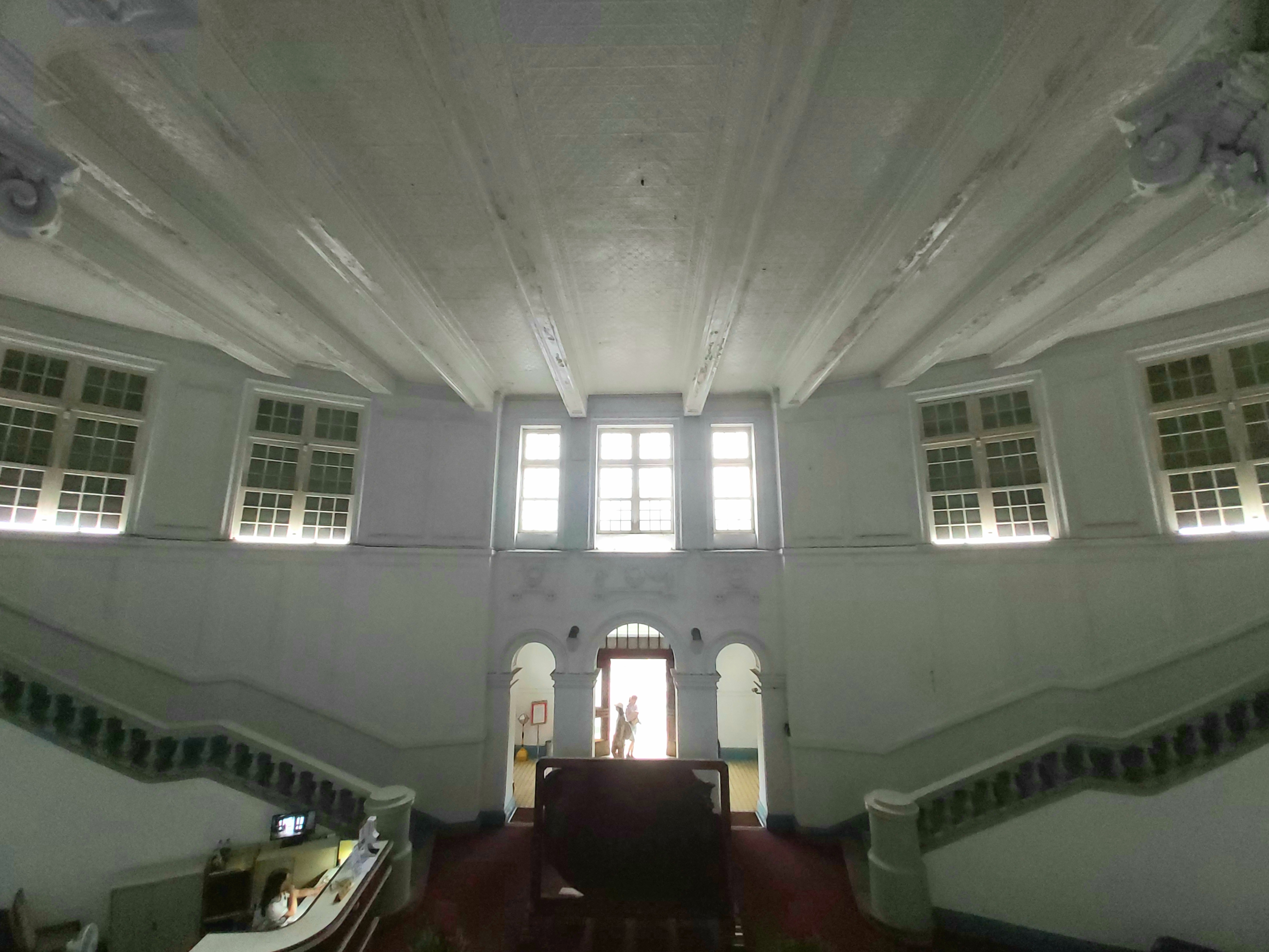
臺灣總督府專賣局大廳

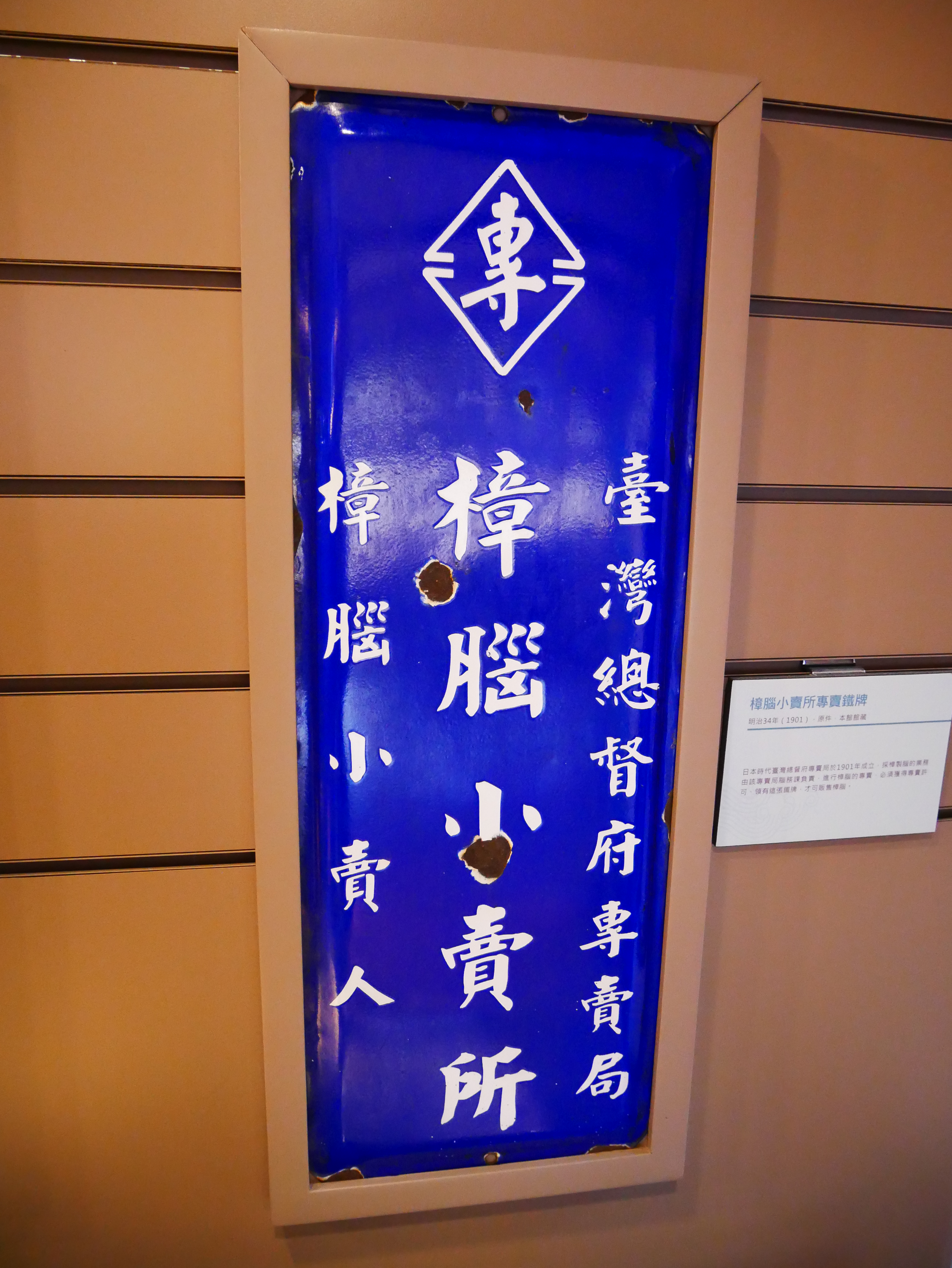
臺灣總督府專賣局所頒樟腦小賣所專賣鐵牌（桃園市立大溪木藝生態博物館四連棟藏）

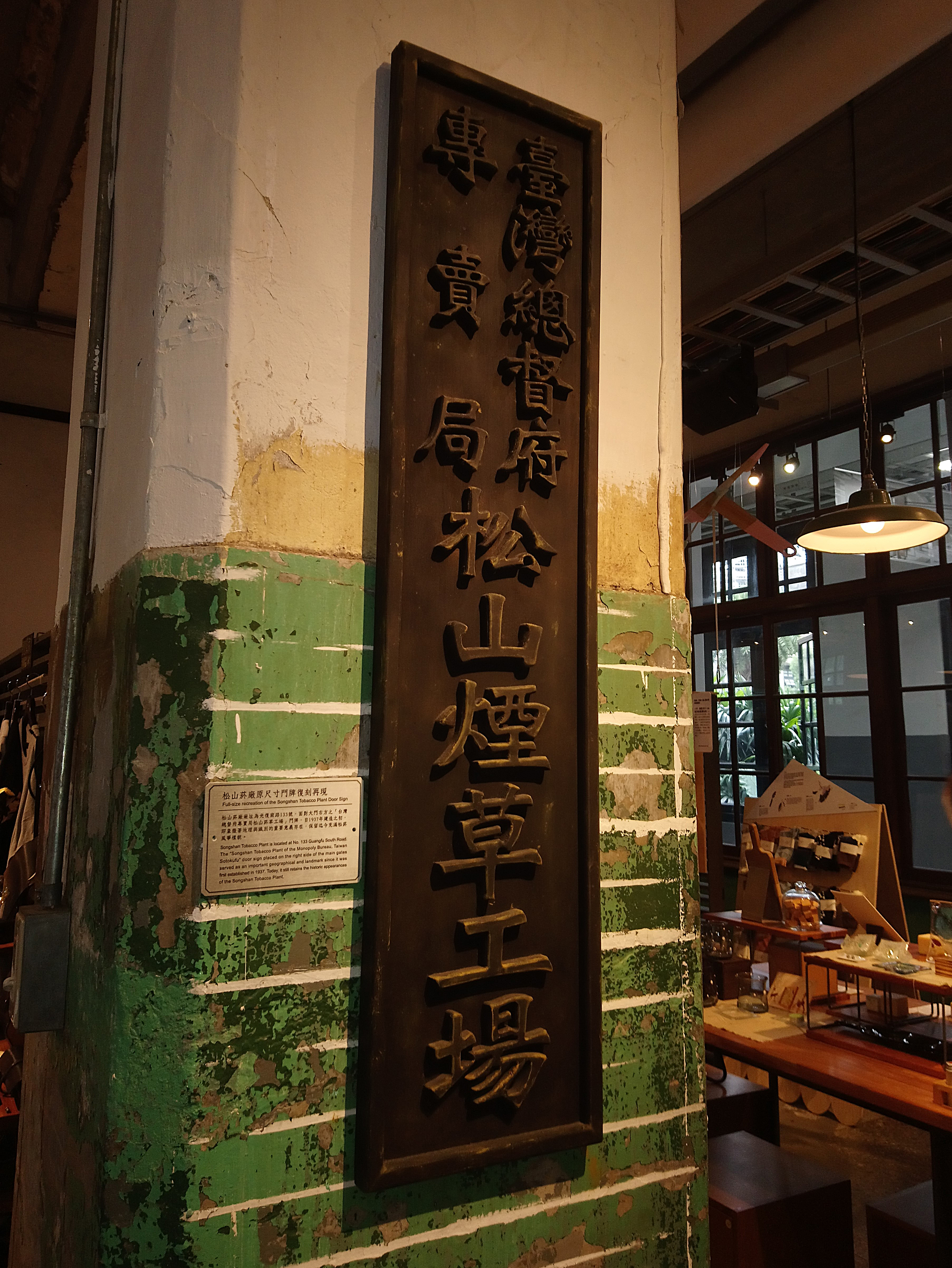
臺灣總督府專賣局松山菸草工廠門牌

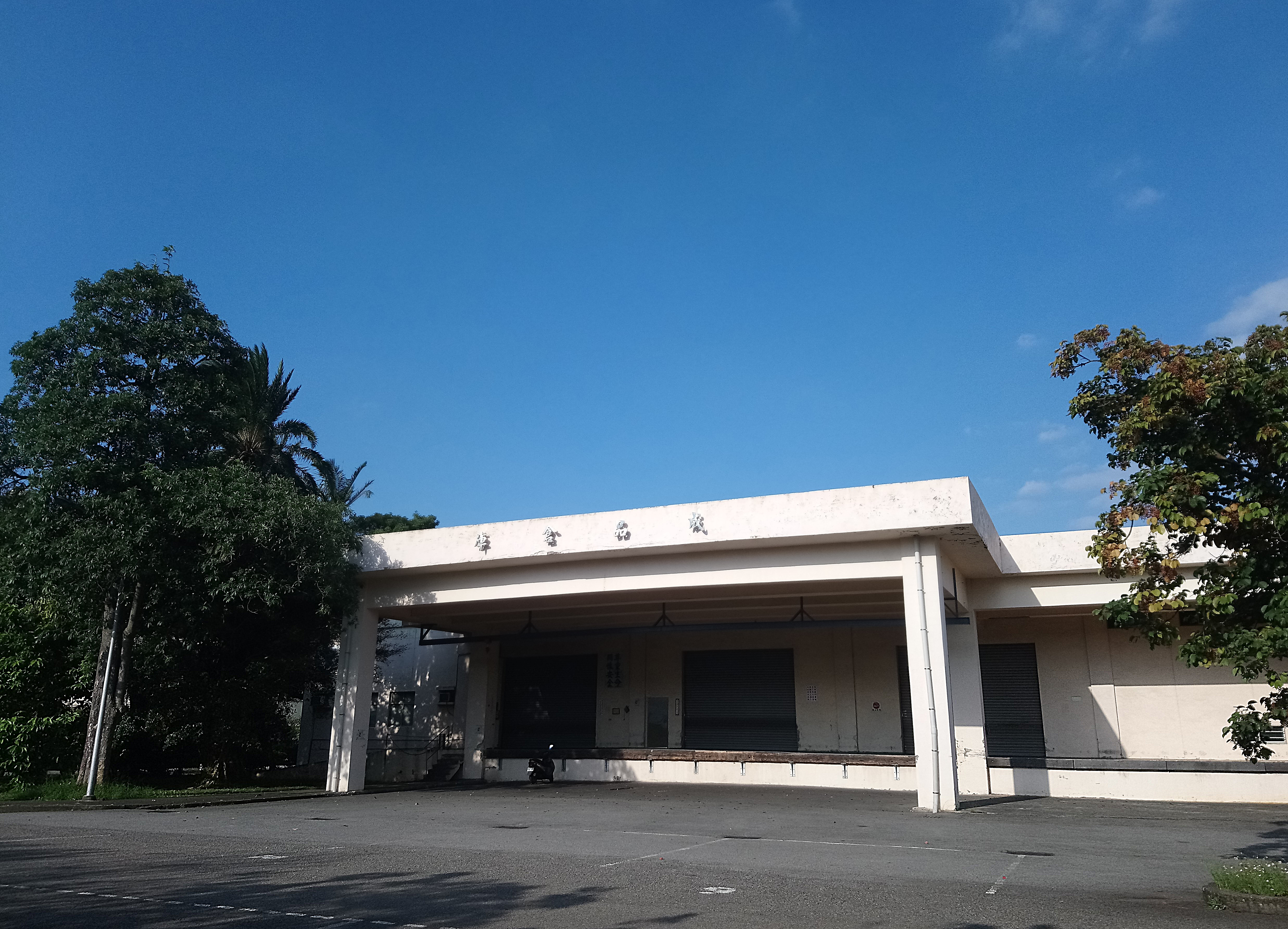
桃園酒廠成品倉庫

### 臺灣總督府專賣局（1901-1945年）
臺灣總督府在1896年設立「製藥所」，以製造鴉片煙膏，並在1897年4月實施鴉片專賣，並在1899年設置「臺灣樟腦局」，在1900年設置「臺灣鹽務局」，將食鹽與樟腦亦納入專賣。1901年6月，臺灣總督府將製藥所、臺灣鹽務局及臺灣樟腦局合併為「臺灣總督府專賣局」，並陸續將香菸（1905年）、酒類（1922年）、啤酒（1933年）、無水酒精（1939年）、度量衡器及火柴（1942年）、石油（1943年）、鹽滷（1944年）納入專賣。

### 臺灣省專賣局（1945-1947年）
戰後，臺灣省行政長官公署在1945年10月25日成立，並依《臺灣接管計畫綱要》決定繼續實施專賣制度，最主要以確保財源並減少人民稅負。同年11月1日，國民政府接收臺灣總督府專賣局，11處支局改為分局，6處出張所改為辦事處，並撤銷神戶出張所；且亦接收了過去與專賣局有事業來往的公司，如：精製樟腦、樟腦油加工、芳油化學工業、啤酒、印刷、製樽、木栓瓶蓋等公司，改組為「臺灣省專賣局」，並將專賣範圍減為菸草、酒、樟腦、火柴與度量衡。鴉片因在中國已禁止販賣和吸食，台灣亦同；食鹽在1946年移交鹽務管理局接管；石油廢止專賣，並撥交中國石油公司接辦。
在接收之初，專賣局各地工廠多因空襲損毀，其中以番子田酒工場損毀最嚴重而無法修復，加上戰後的原料及物資採購不易、日籍員工遣返後的人力不足、生產業務不振等情形，造成了有商家囤積及價格暴漲的問題。於1946年4月，專賣局在各地支局成立查緝室，組織查緝隊，握有查緝實權並配有槍枝，在全台各地及港口辦理緝私工作。但由於查緝無力，查緝員往往取締販賣私菸的小販。1947年2月27日，在台北市天馬茶房附近查緝時造成了偶發事件，而爆發了二二八事件。
另外，原本的菸酒品名亦有更改，如；紙捲菸「黑潮」改為「鳳梨」、「曙」改為「香蕉」；雪茄「新高山」改為「仙女」、「能高山」改為「新臺」；清酒「凱旋」改為「勝利」、「福祿」改為「芬芳」、「特製米酒銀雞」改為「白露酒」、「老紅酒金雞」改為「紅露酒」、「高砂麥酒」改為「台灣啤酒」等等。

### 臺灣省菸酒公賣局（1947-2002年）
二二八事件發生後，台灣省行政長官公署於是在同年5月16日改組為臺灣省政府，成為眾矢之的的臺灣省專賣局則在同月26日改組為臺灣省菸酒公賣局，直接隸屬臺灣省政府，專賣項目縮減為菸、酒兩類，樟腦專賣則改由隸屬臺灣省建設廳的臺灣樟腦公司負責，並開放火柴及度量衡器民營。將「專賣」改為「公賣」兩字，是為了減少專賣之負面觀感，並將「煙」字一律改為「菸」，將各分局改為營業所，而查緝工作全部改由警察機關執行。
1949年，臺灣省菸酒公賣局修正組織規程，改隸臺灣省政府財政廳，為省屬三級機構。此時下轄11分局、2辦事處、11酒廠、4處酒工廠、2菸廠、1菸葉試驗所、3處材料廠、1處酒瓶回收公司。由於依《憲法》及《財政收支劃分法》之規定，專賣屬中央政府行使之權，為使菸酒公賣局能有實施專賣的依據，行政院於1950年決議將台灣省菸酒專賣委託台灣省政府代辦，並在1953年6月23日公布《臺灣省內菸酒專賣暫行條例》，使菸酒專賣始具明確法源，明定菸酒的產製運銷皆由公賣局執行，此暫行條例直到公賣局在2002年公司化後才廢止。
在1950、60年代，為了改良菸酒生產，將不符生產成本的臺南酒廠、新竹及臺東分局附設酒廠裁撤，在各菸業廠增設捲菸部，將台北菸廠疏遷至安坑，新建豐原菸廠及中興啤酒廠。另外，因國民政府統治大陸時期並無實施菸酒專賣，不少軍隊習慣自制菸酒自用，在遷臺後繼續為之，在1950年設立了新竹空軍八一四菸廠，僅供軍人自由，禁止私售及餽贈外人。後來在台灣省財政廳長和參謀總長協調下，暫改名為「公賣局新竹菸廠」，仍由空軍自行負責，直到由軍系人馬的王紹堉擔任公賣局長時，才在1964年10月將其撤銷。1968年，臺灣省菸酒公賣局結束樟腦專賣，公賣局的專賣項目剩下香菸與酒類。
台灣省菸酒公賣局的預算由台灣省議會審查，但因專賣收入亦納入中央總預算，公賣局的預算自1954年也需經立法院查，形成特殊的雙軌審查制度。公賣局早期對國庫挹注十分重要，在1956年繳交國庫的收入（繳庫數）首度突破十億，達到13.3億，占全國稅收22.62%。於1957年，中央要求專賣收益的65%需繳交國庫，35%歸台灣省政府。公賣局繳庫數在之後不斷成長，佔全國稅收比例則以1962年的25.64%為高峰，而佔比在之後則逐漸減少，在1995年後皆在5%以下，其原因是由於台灣整體市場不斷擴大，而不完全是公賣局經營績效所導致。
自1980年代，美國為了美台貿易逆差，要求台灣開放菸酒進口，而雙方在1986年簽訂《中美菸酒協議書》，而台灣在1987年元旦開放香菸、葡萄酒、啤酒進口，但亦使公賣局業績首度負成長。行政院經濟革新委員會在1986年建議菸酒開放民營，而台灣在1987年解嚴後，民間輿論多次呼籲廢止專賣制度，但臺灣省政府及省議會則是極大反對，使得菸酒民營的進程延宕。臺灣在1999年7月1日精省後，臺灣省菸酒公賣局依《臺灣省政府功能業務與組織調整暫行條例》改隸中華民國財政部。
另外，於日治時期興建的酒廠，其周邊逐漸發展成市中心，生產過程亦會影響居住在附近的民眾，於是各地酒廠逐漸往市區外搬遷。
| 日治時期                           | 戰後變遷                                         | 照片                                                       | 備註                                                                                     |                                          |
| ---------------------------------- | ------------------------------------------------ | ---------------------------------------------------------- | ---------------------------------------------------------------------------------------- | ---------------------------------------- |
| 臺北酒工場                         | 第一酒廠→臺北第一酒廠→台北酒廠→林口酒廠→桃園酒廠 |                                                            | 1987年遷至林口，原址為華山文創園區                                                       |                                          |
| 高砂麥酒株式會社                   | 第二酒廠→臺北第二酒廠→建國啤酒廠→臺北啤酒工場    |                                                            |                                                                                          |                                          |
| 板橋酒工場                         | 第三酒廠→板橋酒廠                                |                                                            | 1989年併入臺北酒廠，原址為新板特區                                                       |                                          |
| 樹林酒工場                         | 第四酒廠→樹林酒廠                                |                                                            | 2000年併入臺北酒廠，原址為大同科技園區                                                   |                                          |
| 支局附設臺中酒工場                 | 第五酒廠→臺中酒廠                                |                                                            | 1998年遷至臺中工業區，原址為臺中文創園區                                                 |                                          |
| 支局附設嘉義酒工場                 | 第六酒廠→嘉義酒廠                                |                                                            | 1999年遷至民雄工業區，原址為嘉義文創園區                                                 |                                          |
| 支局附設阿里山酒工場               | 第六酒廠→嘉義酒廠                                | 二戰期間的疏散工廠，因規模小且運輸困難，1949年併入嘉義酒廠 |                                                                                          |                                          |
| 支局附設屏東酒工場                 | 第七酒廠→屏東酒廠                                |                                                            | 1987年遷至內埔工業區，原址為停車場                                                       |                                          |
| 支局附設花蓮港酒工場               | 第八酒廠→花蓮酒廠                                |                                                            |                                                                                          | 1988年遷至美崙工業區，原址為花蓮文創園區 |
| 支局附設宜蘭酒工場                 | 第九酒廠→宜蘭酒廠                                |                                                            |                                                                                          |                                          |
| 支局附設臺南酒工場                 | 第十酒廠→臺南酒廠                                |                                                            | 1963年裁撤                                                                               |                                          |
| 支局附設埔里酒工場                 | 第十一酒廠→埔里酒廠                              |                                                            |                                                                                          |                                          |
| 支局附設臺東酒工場                 | 臺東酒工廠                                       |                                                            | 1952年裁撤                                                                               |                                          |
| 支局附設新竹酒工場                 | 新竹酒工廠                                       |                                                            | 1952年裁撤                                                                               |                                          |
|                                    | 澎湖酒工廠                                       |                                                            | 1952年裁撤                                                                               |                                          |
| 番子田工場                         | 製麴工廠→隆田酒精精製工廠→隆田酒廠               |                                                            | 1939年設立                                                                               |                                          |
| -                                  | 南投酒廠                                         |                                                            | 1978年設立                                                                               |                                          |
| -                                  | 中興啤酒廠→烏日啤酒廠                            |                                                            | 1968年設立，此處原為烏日糖廠                                                             |                                          |
| -                                  | 成功啤酒廠→善化啤酒廠                            |                                                            | 1975年設立                                                                               |                                          |
| -                                  | 復興啤酒廠→竹南啤酒廠                            |                                                            | 1996年設立                                                                               |                                          |
| 臺北煙草工場                       | 臺北煙草工廠→臺北菸廠                            |                                                            | 1966年遷至新店，原址為臺北轉運站                                                         |                                          |
| 松山煙草工場                       | 松山煙草工廠→松山菸廠                            |                                                            | 1998年併入台北菸廠，原址為松山文創園區                                                   |                                          |
| -                                  | 豐原煙草工廠→豐原菸廠→豐原捲菸研發製造工廠       |                                                            | 1950年設立，1968年遷至現址                                                               |                                          |
| -                                  | 內埔菸廠                                         |                                                            | 1986年設立                                                                               |                                          |
| 臺中葉菸草再乾燥場                 | 臺中菸葉加工廠→臺中菸葉廠                        |                                                            | 2017年裁撤，現為歷史建築                                                                 |                                          |
| 嘉義葉菸草再乾燥場                 | 嘉義菸葉加工廠→嘉義菸葉廠                        |                                                            | 2002年裁撤，現為歷史建築                                                                 |                                          |
| 屏東葉菸草再乾燥場                 | 屏東菸葉加工廠→屏東菸葉廠                        |                                                            | 2002年裁撤，現為歷史建築                                                                 |                                          |
| 花蓮港葉菸草再乾燥場               | 花蓮菸葉加工廠→花蓮菸葉廠                        |                                                            | 2000年裁撤                                                                               |                                          |
| 菸草試驗場                         | 菸葉試驗所→菸類試驗所                            |                                                            | 2002年裁撤，現為臺中軟體園區                                                             |                                          |
| 臺中、新竹燐寸工場                 | 臺中、新竹火柴廠                                 |                                                            | 1947年開放民營，改為臺灣火柴公司                                                         |                                          |
| 臺灣製樽株式會社                   | 製樽工廠→木作工廠→包裝材料工廠                   |                                                            | 1968年與印刷工廠合併，廠址移撥新成立的公賣局板橋分局                                     |                                          |
| 國產軟コルク（木株）式會社         | 木栓工廠→瓶蓋工廠（俗稱南港瓶蓋工廠）            |                                                            | 2004年結束營運，現為歷史建築                                                             |                                          |
| 臺灣景尾硝子株式會社               | 景美製瓶工廠                                     |                                                            | 1986年裁撤，原址位於景美財政園區                                                         |                                          |
| -                                  | 竹南製瓶工廠                                     |                                                            | 1982年設立                                                                               |                                          |
| 臺灣オフセット（平板）印刷株式會社 | 印刷工廠→包裝材料工廠→林口印刷廠                 |                                                            | 原址為原菸酒公賣局中山配銷處，1959年遷至深坑鄉，1965年遷至松山菸廠內，2002年遷至林口酒廠 |                                          |
| 臺北南門工場                       | 臺灣省樟腦煉製廠→臺灣省樟腦廠                    |                                                            | 1967年廢廠，現為臺博南門館                                                               |                                          |
| 日本樟腦株式會社台北支店工場       | 臺灣省樟腦煉製廠精製分廠→臺灣省樟腦廠精製分廠    |                                                            | 1961年停產後，由第一酒廠使用，原址為華山文創園區                                         |                                          |

### 公司化（2002年-）
臺灣在1999年7月1日精省後，臺灣省菸酒公賣局依《臺灣省政府功能業務與組織調整暫行條例》改隸中華民國財政部。後因應加入世界貿易組織，於2002年1月1日施行《菸酒管理法》及《菸酒稅法》，臺灣維持百年的專賣制度正式結束，菸酒回歸稅制。立法院於2002年4月25日通過《臺灣菸酒股份有限公司條例》，並在同年7月1日施行，臺灣省菸酒公賣局於是改制為臺灣菸酒股份有限公司，而日治時期的專賣局廳舍仍為臺灣菸酒公司總部所在。
2005年1月11日，臺灣菸酒公司股票公開發行，股票代號為8394。2005年10月，臺灣菸酒公司成立生技事業部，現已更名為生技事業處（簡稱台酒生技）。2010年8月，與臺灣金聯資產管理股份有限公司與民間陸海運輸公司合資成立亞洲物流股份有限公司。

## 歷任首長
| 任屆                 | 姓名   | 任期                        | 備註                                                                 |
| -------------------- | ------ | --------------------------- | -------------------------------------------------------------------- |
| 臺灣省專賣局長       |        |                             |                                                                      |
| 1                    | 任維鈞 | 1945年11月-1946年9月16日    | 接收總督府專賣局，後因遭控貪汙遭停職調查                             |
| 代理                 | 陳鶴聲 | 1946年9月17日-1947年3月27日 | 任內發生二二八事件                                                   |
| 2                    | 陳鶴聲 | 1946年3月28日-1947年5月     | 任維鈞因罪嫌不足獲檢查官不起訴處分，但無意復職而辭職，陳鶴聲因此真除 |
| 臺灣省菸酒公賣局局長 |        |                             |                                                                      |
| 1                    | 蔡玄甫 | 1947年5月-1950年2月         |                                                                      |
| 2                    | 楊允隸 | 1950年2月-1951年6月         |                                                                      |
| 3                    | 范澤山 | 1951年6月-1954年6月         |                                                                      |
| 4                    | 陳寶麟 | 1954年6月-1958年5月         |                                                                      |
| 5                    | 吳道良 | 1958年5月-1963年8月         |                                                                      |
| 6                    | 王紹堉 | 1963年8月-1969年1月         |                                                                      |
| 7                    | 譚文懋 | 1969年1月-1973年9月         |                                                                      |
| 8                    | 湯茂松 | 1973年9月-1976年8月         |                                                                      |
| 9                    | 吳伯雄 | 1976年8月-1980年5月         | 首任台籍局長                                                         |
| 10                   | 伍曰藹 | 1980年5月-1986年5月         |                                                                      |
| 11                   | 鄭世津 | 1986年5月-1990年9月         |                                                                      |
| 12                   | 藍祖堂 | 1990年9月-1992年4月         |                                                                      |
| 13                   | 曾廣田 | 1992年4月-1996年1月         |                                                                      |
| 14                   | 施顏祥 | 1996年1月-2000年6月         |                                                                      |
| 15                   | 朱正雄 | 2000年7月-2002年6月         |                                                                      |
| 臺灣菸酒公司董事長   |        |                             |                                                                      |
| 1                    | 王得山 | 2002年7月-2002年8月         |                                                                      |
| 2                    | 黃營杉 | 2002年10月-2005年6月        |                                                                      |
| 3                    | 董瑞斌 | 2005年7月-2006年9月         |                                                                      |
| 4                    | 蔡木霖 | 2006年9月-2008年6月         | 首任由公賣局基層內升為最高主管                                       |
| 5                    | 韋伯韜 | 2008年7月-2010年11月        | 被監察院彈劾後請辭                                                   |
|                      | 曾銘宗 | 2010年11月-2010年11月       | 財政部常務次長代理                                                   |
| 6                    | 徐安璇 | 2010年11月-2016年7月        |                                                                      |
| 7                    | 吳容輝 | 2016年7月-2018年12月        |                                                                      |
|                      | 曾國基 | 2018年12月-2019年3月        | 財政部國產署署長代理                                                 |
| 8                    | 丁彥哲 | 2019年3月-2024年8月         |                                                                      |
| 9                    | 湯期安 | 2024年8月-現任              |                                                                      |

## 組織
管理階層
- 董事會
  - 董事會秘書室
  - 董事會稽核處
- 監察人
- 董事長
  - 總經理
    - 副總經理

行政部門
- 政風處
- 人力資源處
- 會計處
- 資產營運管理處
- 安全衛生處
- 行政處
- 法務處
- 資訊處
- 財務處
- 企劃處
- 行銷處

事業部門
- 流通事業部：北部營業處、桃園營業處、臺中營業處、嘉義營業處、臺南營業處、高雄營業處、花蓮營業處（以上均設置營業所）、特販營業處
- 酒事業部：桃園酒廠、臺中酒廠、埔里酒廠、南投酒廠、嘉義酒廠、隆田酒廠、屏東酒廠、宜蘭酒廠、花蓮酒廠
- 啤酒事業部：竹南啤酒廠、烏日啤酒廠、善化啤酒廠、臺北啤酒工場
- 菸事業部：臺北菸廠、豐原捲菸研發製造工廠、
- 生技事業處：酒類暨生技研究所內埔菸廠、桃園印刷廠

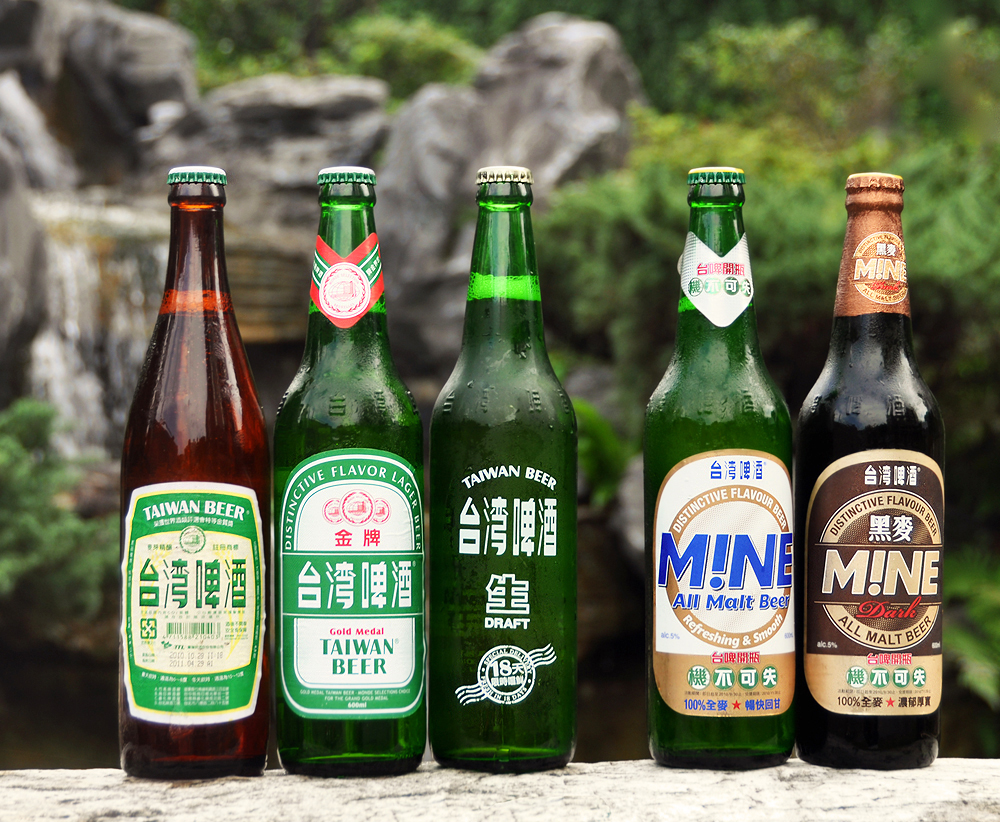
台灣啤酒，從左至右：經典、金牌、生啤酒、全麥啤酒、黑麥啤酒

- 國際事業部

## 知名產品
- 紅標米酒
- 台灣啤酒
- 長壽菸
- 台酒花雕雞麵[24][25][26][27]
- 紅麴餅乾[28][29][30]
- 台酒花雕東坡肉麵

## 知名廠區
- 舊台北酒廠
- 舊松山菸廠
- 南投酒廠
- 舊嘉義酒廠
- 善化啤酒廠
- 埔里酒廠
- 建國啤酒廠
- 舊板橋酒廠
- 烏日啤酒廠
- 宜蘭酒廠
- 舊台中酒廠

## 台灣啤酒籃球協會
2004年6月30日，台灣啤酒籃球協會成立。台灣啤酒籃球隊屬於台灣啤酒籃球協會，臺灣菸酒公司每年會補助台灣啤酒籃球協會。2021年9月，台灣啤酒籃球隊宣佈以「台灣啤酒英熊」參戰T1聯盟。台灣啤酒英熊的T1聯盟參賽權屬於運營方智翔運動管理顧問股份有限公司，球員合約屬於台灣啤酒公司。2023年6月26日，T1聯盟常務理事會決議台新育樂股份有限公司承接台灣啤酒英熊運營方智翔運動管理顧問股份有限公司的T1聯盟參賽權。7月4日，T1聯盟桃園永豐雲豹與台灣啤酒籃球協會結盟合作，更名為「台啤雲豹」，台啤雲豹擁有台灣啤酒籃球協會所屬球員的調度權。

## 外部連結
- （中文）（英文）臺灣菸酒股份有限公司 （页面存档备份，存于）
- （简体中文）臺灣菸酒股份有限公司 （页面存档备份，存于）
- 台酒購物網 （页面存档备份，存于）
- 台酒官方旗艦店 網路商店 - Rakuten樂天市場 （页面存档备份，存于）
- 台灣公司資料 （页面存档备份，存于）
- 吃喝玩樂在台酒的Facebook專頁
- 台酒生技粉絲團的Facebook專頁
- 台灣啤酒的Facebook專頁
- 台酒生技Vinata的Facebook專頁
- 南投酒廠單一麥芽威士忌的Facebook專頁
- YouTube上的台灣啤酒頻道
- YouTube上的台酒影音頻道
- YouTube上的台酒生技TTL頻道